# Каржаубаєв Габдулла Шалкарович
Габдулла Шалкарович Каржаубаєв (7 листопада 1904, аул № 15 Акмолінської області, тепер Атбасарського району Акмолинської області, Казахстан — 15 травня 1985, тепер Казахстан) — радянський державний діяч, секретар ЦК КП(б) Казахстану, 1-й секретар Східно-Казахстанського обласного комітету КП Казахстану. Депутат Верховної ради Казахської РСР. Депутат Верховної ради СРСР 3—4-го скликань.

## Біографія
У 1924—1925 роках — діловод, помічник прокурора міста Атбасар Акмолінської губернії. До травня 1925 року — начальник Атбасарського волосного відділення робітничо-селянської міліції.
У травні 1925 — грудні 1927 року — народний суддя 16-ї дільниці АСО міста Карсакпай.
У грудні 1927 — травні 1929 року — вчитель заводської школи міста Карсакпай.
У травні 1929 — вересні 1930 року — народний суддя 16-ї дільниці АСО міста Карсакпай.
З вересня по грудень 1930 року — голова правління Азатської районної Спілки колективних господарств Казакської АРСР.
З грудня 1930 по серпень 1931 року — секретар виконавчого комітету Сталінської районної Ради Казакської АРСР.
У серпні — вересні 1931 року — помічник маркшейдера тресту «Карагандавугілля».
У вересні 1931 — травні 1932 року — слухач Семипалатинських курсів маркшейдерів.
У травні 1932 — листопаді 1934 року — помічник маркшейдера тресту «Карагандавугілля».
У листопаді 1934 — серпні 1935 року — слухач Свердловського геолого-гідрогеодезичного технікуму.
У серпні 1935 — січні 1936 року — маркшейдер шахти № 33-34 міста Караганди.
У січні — квітні 1936 року — слухач Свердловського геолого-гідрогеодезичного технікуму.
У квітні 1936 — лютому 1940 року — головний маркшейдер, помічник головного інженера шахти № 33-34 міста Караганди.
Член ВКП(б) з 1937 року.
У лютому — травні 1940 року — інструктор Карагандинського обласного комітету КП(б) Казахстану.
У травні 1940 — листопаді 1941 року — інструктор відділу вугільної промисловості ЦК КП(б) Казахстану.
У листопаді 1941 — лютому 1943 року — завідувач відділу вугільної промисловості ЦК КП(б) Казахстану.
15 лютого — серпень 1943 року — секретар ЦК КП(б) Казахстану з вугільної промисловості.
У серпні 1943 — липні 1945 року — заступник секретаря ЦК КП(б) Казахстану з вугільної промисловості.
У липні 1945 — лютому 1947 року — заступник секретаря ЦК КП(б) Казахстану з паливно-енергетичної промисловості та завідувач відділу паливно-енергетичної промисловості ЦК КП(б) Казахстану.
18 березня 1947 — 25 лютого 1949 року — 3-й секретар ЦК КП(б) Казахстану. У березні 1949 — вересні 1952 року — секретар ЦК КП(б) Казахстану.
Одночасно, 28 березня 1951 — 28 березня 1955 року — голова Верховної ради Казахської РСР.
У вересні 1952 — 15 листопада 1955 року — 1-й секретар Східно-Казахстанського обласного комітету КП Казахстану.
У 1955—1957 роках — слухач Вищої партійної школи при ЦК КПРС.
У березні 1957 — квітні 1959 року — голова виконавчого комітету Алма-Атинської обласної ради депутатів трудящих.
У квітні 1959 — 1962 року — секретар Президії Верховної ради Казахської РСР.
Одночасно, з 1959 по 1976 рік — голова правління Казахського відділення Товариства радянсько-монгольської дружби.
У 1962—1963 роках — начальник Головного управління переселення та організованого набору робочої сили при Раді міністрів Казахської РСР.
У 1963—1968 роках — генеральний секретар Міністерства закордонних справ Казахської РСР.
З 1968 року — персональний пенсіонер. 
Помер 15 травня 1985 року.

## Нагороди
- орден Вітчизняної війни І ст.
- два ордени Трудового Червоного Прапора (8.04.1944,)
- орден «Знак Пошани»
- медалі